# Ardisia sanguinolenta
Ardisia sanguinolenta är en viveväxtart som beskrevs av Carl Ludwig von Blume. Ardisia sanguinolenta ingår i släktet Ardisia och familjen viveväxter.

## Underarter
Arten delas in i följande underarter:
- A. s. margimaly
- A. s. paralleloneura